# Tanzila Norbaeva
Tanzila Kamalovna Narbaeva (en uzbeko: Tanzila Kamalovna Norboyeva, 24 de julio de 1957) es una política uzbeka. Es la presidenta del Senado de Uzbekistán desde 2019. Anteriormente se desempeñó como vice primera ministra de 2016 a 2019 y fue Presidenta del Comité de Mujeres de 2016 a 2019.Está casada y es madre de dos hijos.

## Educación
Narbaeva se graduó en la Universidad Nacional de Uzbekistán con una maestría en sociología. En 2007 se doctoró en pedagogía en la misma universidad. En 2020, obtuvo un DSc. en sociología en la Academia de Administración Pública bajo la presidencia de la República de Uzbekistán.

## Carrera
- 2019-presente: Presidente del Senado del Oliy Majlis de la República de Uzbekistán [4]
- 2016-2019: Vice primera ministra, presidenta del Comité de Mujeres de Uzbekistán
- 2010-2016: Presidente de la Federación de Sindicatos de Uzbekistán
- 2008-2010: Director del Departamento de Información y Análisis para Educación, Salud y Protección Social del Gabinete de Ministros de la República de Uzbekistán
- 2005-2008: Especialista superior del Departamento de Información y Análisis de Educación, Salud y Protección Social del Gabinete de Ministros de la República de Uzbekistán
- 1998-2005: Jefe de la Secretaría del vice primer ministro de la República de Uzbekistán (complejo de protección social de la familia, la maternidad y la infancia)
- 1997-1998: Asistente del vice primer ministro de la República de Uzbekistán (complejo de protección social de la familia, la maternidad y la infancia)
- 1995-1997: Jefe de la Secretaría de la Oficina del vice primer ministro de la República de Uzbekistán
- 1993-1995: Jefe del departamento del Consejo Central del Partido Democrático Popular de Uzbekistán
- 1991-1993: Secretario del Consejo del Partido Democrático Popular de Uzbekistán del distrito de Sobir Rahimov
- 1988-1991: Especialista del comité del partido del distrito de Sobir Rahimov en Tashkent
- 1986-1988: Director de la casa de escolares de la ciudad de Tashkent
- 1974-1986: Trabajó en puestos directivos en el sector de la educación pública primaria, estudió en la Universidad Estatal de Tashkent (1975-1981)